# Lazar Lazarevič
Lazar Lazarević [Лазаp Лазаревић] (13. května 1851 Šabac – 10. ledna 1891 Bělehrad) byl srbský spisovatel, psychiatr a neurolog.

## Život
Narodil se v rodině Kuzmana a Jelky Jeleny Lazarevićových. Měl tři sestry: Evu Todorović (1842), Milku Popović (1844) a Katarinu Hasso. S manželkou Poleksijí rozenou Hristićovou měl pět dětí: Milorada (1882–1951), Anđeliji (1885–1926), Kuzmana, Vladu a Kuzmana.
Studoval medicínu na berlínské lékařské fakultě. Po promoci se stal lékařem v Bělehradě a r. 1881 byl jmenován přednostou interního oddělení Všeobecné státní nemocnice v Bělehradě. Později se stal osobním lékařem krále Milana Obrenoviće IV. Jako lékař významně přispěl k rozvoji medicíny v Srbsku. Publikoval 72 lékařských a vědeckých prací, zejména o nemocech zaměřených na nervový systém. Provedl první operaci šedého zákalu v Srbsku, a r. 1884 byl prvním lékařem, který byl poslán jako vyslanec do Rakouska, aby se dozvěděl o zvířecích lymfatických systémech. Založil první moderní geriatrickou nemocnici.  Zúčastnil se jako polní lékař srbsko-turecké války v letech 1876 a 1878 a byl hlavním organizátorem Velké záložní nemocnice v Niši během srbsko-bulharské války v roce 1885, nejprve jako lékař a poté jako podplukovník.
Kromě rodné srbštiny mluvil Lazarević plynně rusky, francouzsky a německy. Psaní mu zabíralo hodně času. Vydal devět povídek. Jeho rané spisy byly ovlivněny socialistickými ideály Svetozara Markoviće, než se posunuly ke konzervativnějšímu postoji. Navzdory malému množství díla byly jeho příběhy analyzovány z hlediska jejich uměleckého a sociálního kontextu. Významné jsou jeho příspěvky do srbské literatury.
Byl členem několika srbských učených společností, včetně SANU a jeho díla byla přeložena do mnoha jazyků. Je zařazen mezi 100 nejvýznamnějších Srbů a byl zvolen členem Literární společnosti Parnassos.

## Dílo
- Prvi put s ocem na jutrenje, 1879
- Školska ikona, 1880
- Na bunaru, 1880
- U dobri čas hajduci, 1880
- Verter, 1881
- Švabica, 1881
- Sve će to narod pozlatiti, 1882
- Šest pripovedaka, 1886
- Vetar, 1888
- On zna sve, 1890[1]
- Pripovetke L. K. Lazarevića I, 1898
- Pripovetke L. K. Lazarevića II, 1899

### V češtině
- Stana – přeložil Simo Gerbič; in: 1000 nejkrásnějších novel... č. 2. Praha: J. R. Vilímek, 1911